# Monok
Monok ist eine ungarische Gemeinde im Kreis Szerencs im Komitat Borsod-Abaúj-Zemplén. Ungefähr zehn Prozent der Bewohner zählen zur Volksgruppe der Roma.

## Geografische Lage
Monok liegt in Nordungarn, 29 Kilometer nordöstlich des Komitatssitzes Miskolc und 7 Kilometer nordwestlich der Kreisstadt Szerencs. Die höchste Erhebung auf dem Gemeindegebiet ist 321 Meter hoch. Nachbargemeinden sind Golop, Legyesbénye und Megyaszó.

## Geschichte
Im Jahr 1913 gab es in der damaligen Großgemeinde 568 Häuser und 2977 Einwohner auf einer Fläche von 7416 Katastraljochen. Sie gehörte zu dieser Zeit zum Bezirk Szerencs im Komitat Zemplén.

## Söhne und Töchter der Gemeinde
- Lajos Kossuth (1802–1894), Rechtsanwalt, Politiker und Nationalheld
- István Gergely (1930–1980), Agrarökonom
- Miklós Németh (* 1948), Politiker und Ministerpräsident

## Sehenswürdigkeiten
- Evangelische Kirche
- Kalvarienberg
- Lajos-Kossuth-Museum (in seinem Geburtshaus)
- Lajos-Kossuth-Statue, erschaffen 1960 von Zsigmond Kisfaludi Strobl
- Reformierte Kirche, erbaut 1794–1799
- Römisch-katholische Kirche Sarlós Boldogasszony, erbaut 1814
- Römisch-katholische Kapelle Szent Kereszt Felmagasztalása (am Kalvarienberg), erbaut 1910
- Sándor-Petőfi-Büste, erschaffen 1973 von György Kiss
- Schloss Andrássy, erbaut um 1750
- Schloss Monaky, ursprünglich erbaut 1570–1580
- Stausee (Ingvár tó), 75 Hektar groß

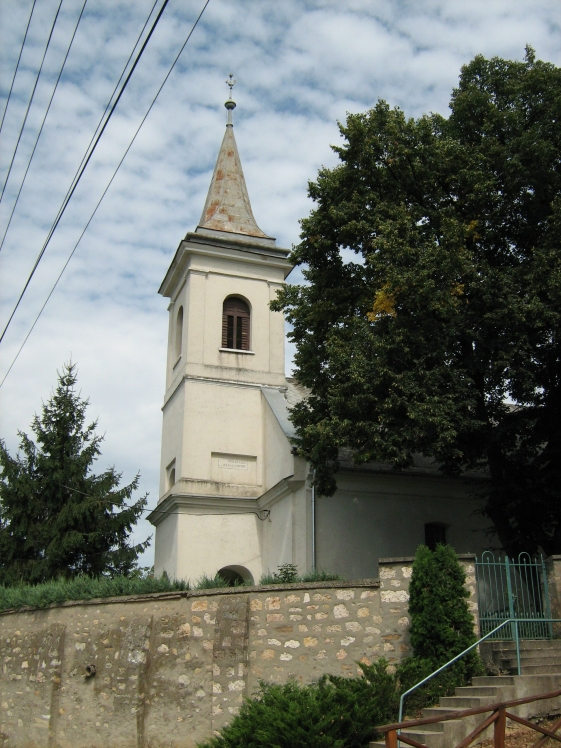
Reformierte Kirche
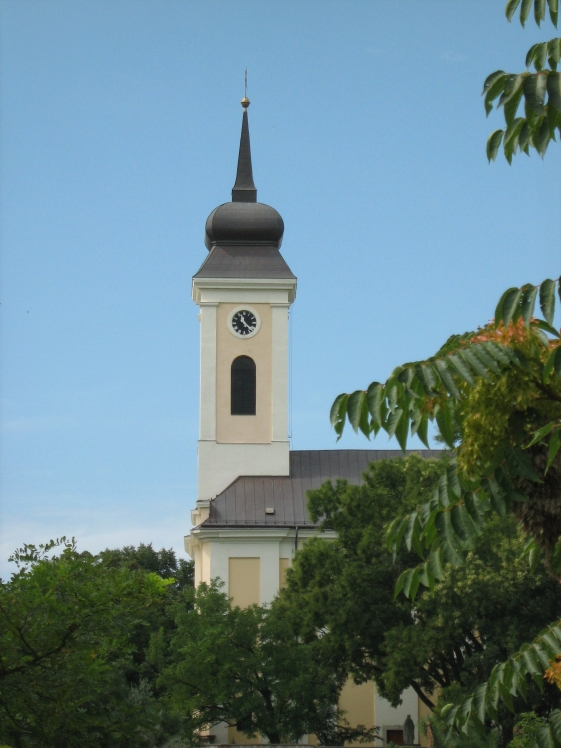
Kirche Sarlós Boldogasszony
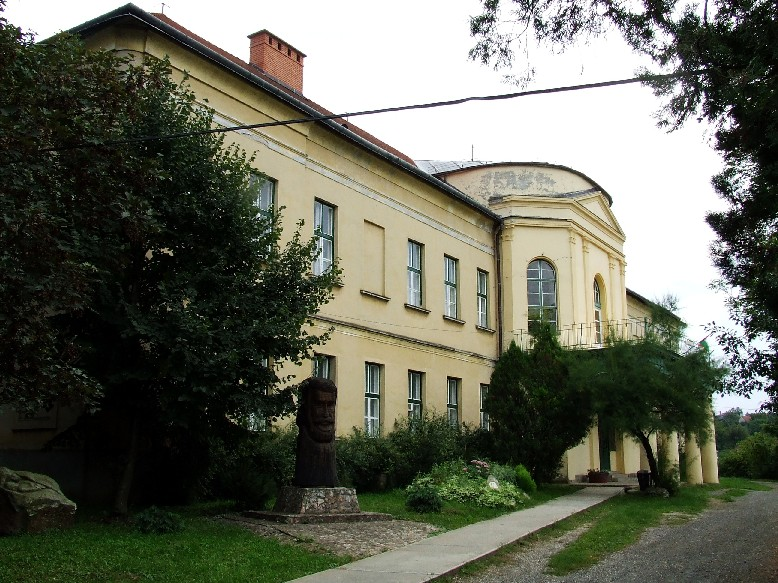
Schloss Andrássy
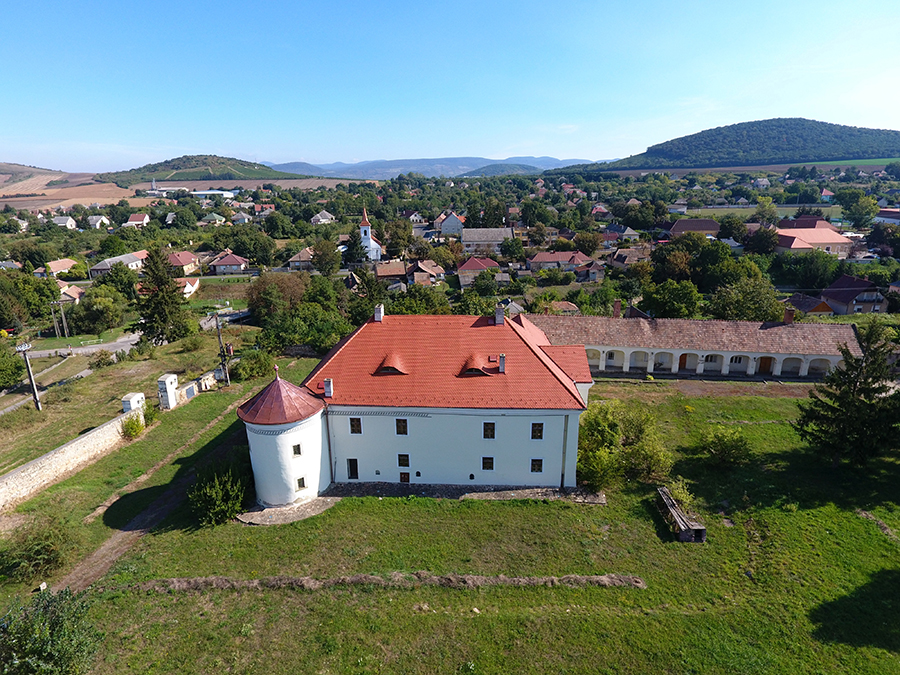
Blick auf Schloss Monaky
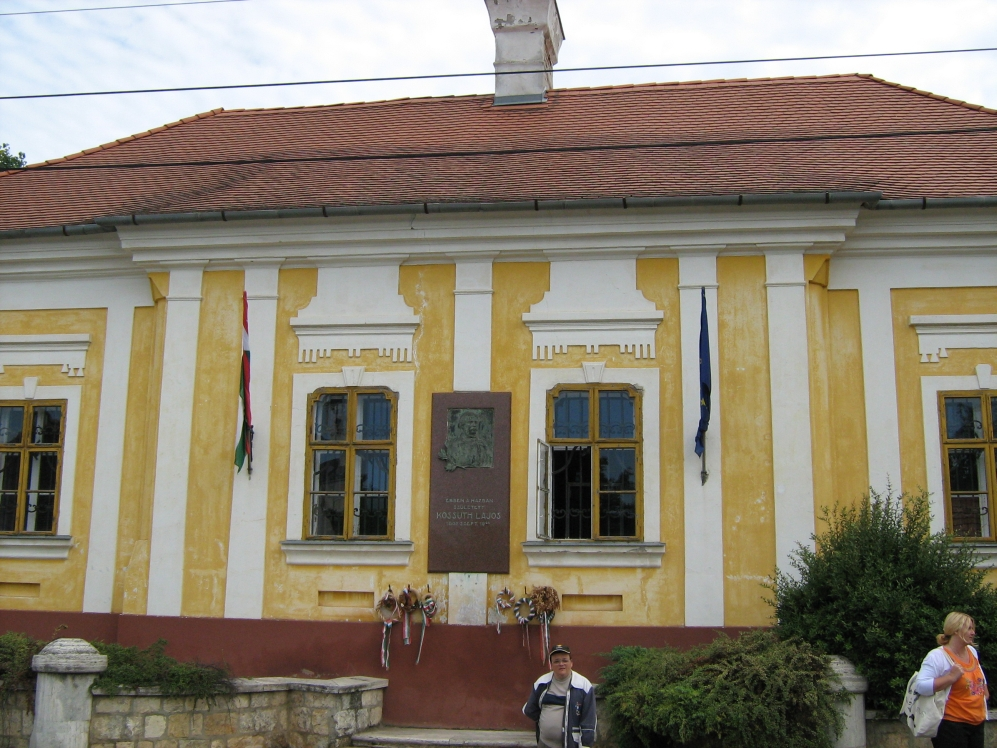
Lajos-Kossuth-Museum

## Verkehr
Durch Monod verläuft die Landstraße Nr. 3711. Es bestehen Busverbindungen nach Golop und nach Szerencs, wo sich die nächstgelegenen Bahnhöfe befinden.